# Sam Moore
Samuel David Moore (Miami, Florida; 12 de octubre de 1935 – 10 de enero de 2025) fue un vocalista estadounidense que fue miembro del grupo de soul y R&B Sam & Dave de 1961 a 1981. Es miembro del Salón de la Fama del Rock and Roll, del Salón de la Fama de los Grammy (por "Soul Man") y del Salón de la Fama de los Grupos Vocales.

## Breve resumen de carrera
Moore es más conocido por su trabajo como Sam del dúo de música soul Sam & Dave, donde era la voz más alta del tenor. Moore ha actuado en conciertos que van desde la fiesta del 40.º aniversario de Atlantic Records en 1988, hasta el Festival de Jazz de Nueva Orleans y la conferencia de la industria musical SXSW en 2006. Moore también ha actuado en varios lugares que van desde el tributo a Elvis Presley en 1994, hasta el tributo a Wilson Pickett en los Premios Grammy de 2006, y los Kennedy Center Honors en 2006 para Smokey Robinson. Moore también ha colaborado con otros famosos artistas de la música, como Conway Twitty, Bruce Springsteen, Don Henley, Elton John, Phil Collins y Lou Reed, entre otros, en varias actuaciones en directo y grabadas.
El crítico musical Dave Marsh, amigo íntimo de Moore y editor y coguionista del libro de Moore, calificó en 2002 a Sam Moore como "el mayor cantante de soul vivo". En 2006, Moore recibió en el Reino Unido el premio MOBO (Music of Black Origin) a toda una vida.

## Sam & Dave
Sam Moore y Dave Prater eran cantantes experimentados de música gospel, habiendo actuado individualmente con los grupos Sensational Hummingbirds y los Melionaires. Se conocieron en el club The King of Hearts de Miami en 1961, donde fueron descubiertos por el productor regional Henry Stone, que los fichó para Roulette Records. Tras un modesto éxito en Roulette, Jerry Wexler los fichó para Atlantic Records en 1964, y luego se los "prestó" a Stax Records para que produjeran, grabaran y publicaran sus discos.
El sencillo del dúo de noviembre de 1965, "You Don't Know Like I Know", inició una serie de diez éxitos consecutivos en el Billboard de R&B que incluyeron "Hold On! I'm Comin'" (1966), "You Got Me Hummin'" (1966), "When Something Is Wrong with My Baby" (1967), "Soul Man" (1967) y "I Thank You" (1968). La mayoría de sus éxitos fueron escritos por Isaac Hayes y David Porter. En la mayoría de las grabaciones, también fueron respaldados por Hayes al piano con Booker T. & the M.G.'s y The Memphis Horns. El fin de su asociación con el sello discográfico Stax Records y su relación, frecuentemente volátil, contribuyeron a su primera ruptura en 1970.
Sam & Dave actuaron durante la mayor parte de la década de 1970 hasta 1981, y disfrutaron de un breve resurgimiento de la popularidad debido a la grabación de "Soul Man" de The Blues Brothers en 1979. Su última actuación juntos fue el 31 de diciembre de 1981, en el Old Waldorf de San Francisco. El 9 de abril de 1988, Prater murió en un accidente de coche en Sycamore, Georgia.

## Carrera en solitario[15]
Moore comenzó su carrera en solitario tras romper con Prater en junio de 1970. Formó un nuevo acto llamado "Sam's Soul Together 1970 Review", que contaba con la cantante Brenda Jo Harris y una orquesta de 16 músicos. Moore lanzó tres sencillos en Atlantic Records entre 1970 y 1971. Estos sencillos, junto con otras grabaciones realizadas durante ese periodo, iban a ser publicados en un álbum producido por King Curtis. Sin embargo, en agosto de 1971, King Curtis fue asesinado y el álbum fue archivado. Moore volvió a reunirse con Prater en agosto de 1971 y ambos actuaron y grabaron juntos durante la siguiente década.

### 1980-1990
Moore realizó una gira con otros artistas de soul, como Wilson Pickett, en Europa en la primavera de 1982, donde se casó con su esposa Joyce McRae. Ella ayudó a Moore a superar una larga batalla contra la adicción a las drogas, durante este periodo, de la que la pareja habló en detalle en el libro de Moore Sam & Dave - An Oral History, coescrito con Dave Marsh y publicado en 1997. Moore no solo hizo pública su adicción en 1983, sino que se convirtió en un firme defensor de la lucha contra las drogas y trabajó como voluntario en programas antidroga. McRae también se convirtió y es actualmente su gestor comercial, y ha trabajado junto a Sam para defender los derechos de los artistas, los derechos de autor y el pago de las pensiones.
Moore afirmó más tarde que le resultó difícil encontrar un trabajo estable durante gran parte de la década de 1980, porque los contratantes querían a "Sam & Dave" y Moore quería ser un artista en solitario. Además, Prater contrató a Sam Daniels en 1982 para que interpretara el papel de "Sam" en el acto de Sam & Dave y, por lo tanto, según Moore, limitó sus oportunidades de tocar como artista en solitario. Moore persiguió a Prater legalmente para que dejara de actuar utilizando su nombre, y consiguió una orden judicial que les impedía actuar en algunas ciudades y condados. Sin embargo, no existe ninguna ley nacional que prohíba a los grupos musicales revelar si son intérpretes originales o no. Moore formó una organización "Artistas y otros contra los impostores", y testificó ante el Congreso sobre el tema en 1989.
En 1984, Moore actuó en el álbum de Don Henley, Building the Perfect Beast, en una canción llamada "You Must Not Be Drinkin' Enough". En 1986, Moore volvió a grabar "Soul Man" con Lou Reed para la película del mismo nombre. La canción alcanzó el número 30 en la UK Singles Chart. En abril de 1988, Moore se unió a la Elwood Blues Revue, en la que participaron Dan Aykroyd y The Blues Brothers.
Moore apareció con Junior Walker en la película de 1988 Tapeheads, en la que Moore y Walker interpretaban al legendario dúo de soul "The Swanky Modes". Sam apareció en Late Night with David Letterman con Junior Walker ese mismo año e interpretó la canción "Ordinary Man" de la película. Su pareja fue notable, ya que fue uno de los pocos casos en los que artistas de la Motown y la Stax actuaron o grabaron juntos.

### 1990-2000
En 1990, Moore realizó una gira por Europa con Booker T. & the M.G.'s, Carla Thomas y Eddie Floyd. Una de estas actuaciones, la del Festival de Soul de Mónaco, fue filmada y emitida en Francia. En 1991, Moore grabó varias canciones en Red, Hot & Blues con el funcionario del Partido Republicano y ávido bluesman, Lee Atwater. En 1991, la Rhythm & Blues Foundation concedió a Moore el premio Pioneer en reconocimiento a su contribución a lo largo de su vida.
Moore y Prater (a título póstumo) ingresaron en el Salón de la Fama del Rock and Roll el 15 de enero de 1992, y Moore llevó a Hayes y Porter al escenario para reconocer las contribuciones de sus antiguos socios compositores y productores. También llevó a David Prater, Jr. (el hijo mayor de Dave) a la ceremonia para reconocer a su antiguo compañero de canto. Poco después de la inducción, Moore anunció sus planes de grabar un LP en solitario, con duetos con Bruce Springsteen, Phil Collins y otros. En 1992, Moore grabó varias canciones con Springsteen para su álbum Human Touch. Moore también tuvo un éxito en 1994 con el dúo de Conway Twitty "Rainy Night In Georgia".
Moore siguió haciendo giras durante la década de 1990. En 1996 lanzó "I'm a Dole Man", con la letra de "Soul Man" reescrita, para que el candidato presidencial Bob Dole la tocara en los mítines de los votantes. Los propietarios de los derechos de publicación de "Soul Man" no estuvieron de acuerdo con la afirmación de que se trataba de un uso justo de la canción como parodia, y obligaron a la campaña a dejar de utilizarla.
En 1998, Moore apareció en la película Blues Brothers 2000, como el reverendo Morris, cumpliendo el sueño de su infancia de ser predicador, y cantó "John the Revelator". En 1999, "Soul Man" ingresó en el Salón de la Fama de los Grammy para reconocer los clásicos atemporales.

### 2000-2010
En 2002, el álbum en solitario de Moore, grabado en 1971 pero nunca publicado, llegó finalmente a las tiendas de discos. Plenty Good Lovin′, producido por King Curtis y con Aretha Franklin al piano, obtuvo una crítica de cuatro estrellas en USA Today.
En 2002, Moore protagonizó el documental dirigido por D. A. Pennebaker Only the Strong Survive (Miramax). La película fue seleccionada en los festivales de Cannes y Sundance en 2002. En la película, Moore relata su anterior consumo de drogas.
En 2003, se inauguró el Museo Stax en Memphis, Tennessee, y Sam & Dave aparecen de forma destacada en la película realizada para el museo, Soulsville, y se les honra con una exhibición permanente en la pared y un vídeo.
En diciembre de 2004, la revista Rolling Stone nombró "Soul Man" como una de las 500 mejores canciones de todos los tiempos, y Moore fue uno de los artistas invitados en los espectáculos navideños de Bruce Springsteen en 2003 en Asbury Park. Ese mismo año, Moore apareció en un episodio del programa de televisión Legends Rock, producido por Megabien Entertainment.
El 29 de agosto de 2006, Moore lanzó su primer álbum en solitario, Overnight Sensational, producido por Randy Jackson y con la participación de Sting, Mariah Carey, Bruce Springsteen, Jon Bon Jovi, Fantasia y otras 20 estrellas invitadas (producido con y disponible en Rhino Records). El álbum recibió algunas críticas positivas, sobre todo por la canción "You Are So Beautiful", en la que participaron Moore, Billy Preston y Eric Clapton y que recibió una nominación a los premios Grammy.
En 2008, Moore envió una carta de cese y desistimiento a la campaña de Barack Obama para que dejara de utilizar su material en los mítines de la campaña presidencial de Obama. En enero de 2009, Moore actuó con Sting y Elvis Costello en el baile inaugural de la Coalición Creativa para Barack Obama. En diciembre de 2008, salió a la venta en Estados Unidos el DVD Sam & Dave: The Original Soul Men, con actuaciones en video de Sam & Dave desde 1966 hasta 1980.
En febrero de 2009, Moore presentó una demanda contra Bob y Harvey Weinstein, los productores de Soul Men, una comedia protagonizada por Bernie Mac, alegando que la película se basaba en las carreras de Sam & Dave.
En el concierto del 25.º aniversario del Salón de la Fama del Rock & Roll, celebrado en el Madison Square Garden el 29 y 30 de octubre de 2009, el miembro del Salón de la Fama (1992) Sam Moore interpretó los éxitos de Sam & Dave "Soul Man" y "Hold On, I'm Comin'" con Bruce Springsteen & the E Street Band.

### 2010-2020
El 22 de noviembre de 2013, Moore actuó en el Bridgestone Arena de Nashville, en el concierto de homenaje a George Jones.
El 4 de abril de 2014, Sam Moore lanzó They Killed a King, una canción de homenaje al Dr. Martin Luther King Jr. (1929-1968). Moore volvió a grabar la canción los días 17 y 18 de enero de 2014 en los Royal Studios de Memphis (Tennessee) junto a Michael Toles, Charles Hodges, Leroy Hodges, Steve Potts, Mark Plati y Lawrence "Boo" Mitchell. La canción fue arreglada por Lester Snell y producida por Mark Plati y Firmin Michiels. Fue escrita (letra y música) en mayo de 1968 por los cantautores Bobbejaan Schoepen (Bélgica) y Jimmy James Ross (alias Mel Turner, nacido en Trinidad-Tobago). Después de cuatro décadas, la canción fue redescubierta.
El 19 de enero de 2017, Moore cantó una interpretación de "America the Beautiful" en el concierto de investidura del presidente entrante Donald Trump en Washington. Antes de su actuación, Moore declaró que se sentía "honrado" de formar parte de la ceremonia y que no cedería a las presiones de los activistas de izquierda para que cancelara su actuación.
El 1 de septiembre de 2017, a la edad de 81 años, Moore actuó en directo en el Royal Albert Hall BBC Proms con Jools Holland y su Orquesta de Rhythm & Blues en un concierto de homenaje a los 50 años de Stax Records sinónimo de música Southern Soul.
El 26 de enero de 2018, Moore interpretó "Soul Man" en directo junto a Michael McDonald en la feria NAMM de Anaheim, California, en el Yamaha Grand Stage.

### 2020-presente
En 2022 colaboró en el disco de versiones de Bruce Springsteen Only The Strong Survive, aportando coros a las canciones "Soul Days" y "I Forgot to Be Your Lover".
En 2022, Moore se unió a Bruce Springsteen en su álbum de versiones de soul para dos canciones, "Soul Days" y " I Forgot to Be Your Lover ".
El 25 de abril de 2023, Moore se unió a un gran elenco de artistas country que homenajearon a George Jones en el concierto Still Playin' Possum en el Von Braun Center en Huntsville, Alabama, donde cantó "The Blues Man".

## Muerte
Sam Moore murió después de una cirugía en un hospital de Coral Gables, Florida, el 10 de enero de 2025, a la edad de 89 años. 